# 少年カミカゼ
少年カミカゼ（しょうねんカミカゼ）は、日本のロックバンドである。2004年1月結成。2005年10月にメジャーデビューを果たす。ビクターエンタテインメント所属。2008年6月に音楽性の相違から3枚目のオリジナルアルバムをもって解散することが発表され、同年10月の大阪ラストライブをもって解散した。2011年に再結成。

## メンバー
- 和教（カズノリ、1980年3月31日 - ）ボーカル＆リーダー。B型、兵庫県西宮市出身&在住
甲南大学大学院社会科学研究科経営学専攻博士後期課程修了
作詞・作曲を担当。作曲はピアノで行なっている。
甲南大学会計大学院校歌の編曲者。（作詞作曲はフットボールアワーの後藤輝基）
音楽誌『CDでーた』にて「料理の凡人」の連載を担当していた。その中で「極S」と自らを称していた。
2007年には、SaCoと共にドラマ『こどもの事情』にラーメン店の客役として初出演した。
2013年経営学博士を取得した。
解散直前の2008年5月にEsperanserを結成して活動を始めたが、2009年3月をもって同ユニットは活動休止している。
2009年よりU.i.C（UGLY in CLARITY）（KIRI名義）、2015年よりANIME GIRL（リノヅカ名義）、2020年よりGUNIX（K-BOM名義）としても活動。
作曲家/編曲家としても様々なアーティストに提供中。

- SaCo（サコ、1983年12月21日 - ）ボーカル。A型、奈良県生駒市出身
作詞・作曲を担当
大阪音楽大学短期大学部ポピュラーボーカル科卒業
音楽誌『CDでーた』にて「SaCo街っく天国」の連載を担当していた。
2007年には、和教と共にドラマに初出演した。
その他に映画、ドラマに数本出演。
解散後はKENTAROとHELLOsを結成。現在はKENTAROとTETSUとともに「☆☆☆（ホシミッツ）」としても活動中。ダンスの経験がある。カレーの修業をするほどのカレー好き。

- KENTARO（ケンタロウ、1985年2月1日 - ）ギター。B型、大阪府出身
作曲を担当
hideに憧れてギターを手にする。
メインギターはフェンダーのストラトキャスター。他、Parker FLY DELUXE、zemaitisなども使用している。
初期のPVではPRS Custom 24も使用している。
映画、舞台のサントラ制作、他アーティストへの楽曲提供等、幅広く活動している。
解散後はSaCoとHELLOsを結成。エイリアンズ、「☆☆☆（ホシミッツ）」としても活動中。

- 南つかさ（ミナミ - 、本名:南谷晃司 、2月27日生）ギター（パワーコード）。O型、兵庫県尼崎市出身
数曲の作曲を担当
公式ウェブページの作成をしていた。
解散後はDOUBLE CHEESEで活動している。
少年カミカゼではメインギターはスクワイア・スーパーソニックだったが、DOUBLE CHEESEではベース・ボーカルを担当している。初期PVではシェクターの七弦ギターも多く使用している。
2013年に脱退。2018年に再加入。
現在はTHE PSYCHO’Sでギタリストとしても活動中。

- TETSU（テツ、1月21日生）ベース。 B型、大阪府出身
関西大学卒業
ファンキーなチョッパーを得意とする。
個人向けのベース講師などもしている。
Esperanserのサポートメンバーを経て、U.i.C（UGLY in CLARITY）に参加。「☆☆☆（ホシミッツ）」としても活動中。

- maakun（マークン、1982年2月4日 - ）ドラム。B型、大阪府出身
2013年加入。以前から様々なバンドのサポートドラマーをつとめる。

## 元メンバー
- OZ ターンテーブル。A型、初期メンバー。インディーズ1stミニアルバムの「NEXSTAR★」まで参加した。
- NK ベース 初期メンバー。最初のMUSIC VIBEのPVには彼の姿がある。なおこのPVが撮影されたときTETSUは未加入である。TETSUと入れ替えで脱退した。
- JA-G（ジャージ、6月16日生）ドラム＆プログラム。O型、兵庫県出身
名前の由来は本人曰く、「ジャージを普段から愛用しているから」
2007年11月、かねてより体調不良のため療養していたが、治療・療養に専念するため脱退。現在も体調が思わしくないと和教のブログで語られていた。
- YuuKi（ユウキ、1987年10月16日 - ）ドラム。O型、広島県出身
2007年11月加入。
OSM（大阪スクールオブミュージック）卒業
幼少の頃より和太鼓を始める。その後ロックに目覚めドラマーに転身。
解散後はDOUBLE CHEESEで活動しているほか、HELLOsのサポートドラムとして活動していた。
2011年より、名古屋を拠点として活動しているバンドFROM ADAM ON DOWNでも活動。激しいドラムパフォーマンスの他に、シャウトやデスヴォイスも披露している。
2013年2月、少年カミカゼを脱退[1]。
自他ともに認めるゲーマーであり、特にモンスターハンターシリーズの他に、Call of Dutyシリーズを好んでいる。
本人曰く「信じられる女は母ちゃんだけ」と豪語している。これは過去に付き合った女性の浮気が原因らしく、本人は相当トラウマを抱えている模様（過去ブログ参照）。

## ディスコグラフィ
順位の太字はシングル・アルバムそれぞれの最高位。

### シングル
| 枚   | 発売日         | タイトル                                                    | 最高 順位 |
| ---- | -------------- | ----------------------------------------------------------- | --------- |
| 1st  | 2005年10月19日 | ココロアンテナ                                              | 50位      |
| 2nd  | 2006年2月1日   | MUSIC VIBE.06〜feat.DJ SHUHO〜                              | 86位      |
| 3rd  | 2006年3月1日   | SAKURA re CAPSULE                                           | 88位      |
| 4th  | 2006年4月19日  | Colony                                                      | 60位      |
| 5th  | 2006年7月26日  | ヤバメムーチョ 〜ichika-bachika〜                           | 79位      |
| 6th  | 2006年11月25日 | L.A.U.G.H.I.N'（『少年カミカゼxchng midnightpumpkin』名義） | 51位      |
| 7th  | 2007年3月6日   | STAY TUNE!!（『少年カミカゼ Xchng GOLLBETTY』名義）         | 66位      |
| 8th  | 2007年5月16日  | WINDER 〜ボクハココニイル〜                                 | 37位      |
| 9th  | 2007年7月11日  | Altair 〜キミと出逢えたこと〜                               | 30位      |
| 10th | 2008年1月16日  | HELLO.SWEET 〜陽の当たる坂道〜                              | 40位      |
| 11th | 2012年11月21日 | CRAZY WORLD                                                 |           |

### オリジナルアルバム
| 枚  | 発売日         | タイトル    | 最高 順位 |
| --- | -------------- | ----------- | --------- |
| 1st | 2006年5月24日  | Stukizd!!!  | 30位      |
| 2nd | 2007年8月22日  | MASTER'D    | 23位      |
| 3rd | 2008年8月20日  | NO          | 79位      |
| 4th | 2011年10月19日 | FORCE MUZIK | 272位     |
| 5th | 2014年10月15日 | FIVERID     |           |

### ベストアルバム
1. BEST（2008年8月20日）
2. BEST of BEST（2013年10月30日）

### インディーズコンプリートアルバム
1. BACK TO THE BEATER 〜インディーズコンプリート&レアトラックス（2008年1月16日）

### DVD
1. 10 COLOR'D（2007年9月19日）
2. FORCE（2012年1月18日）
3. 8th RIOT!!（2013年2月20日）

### 自主制作盤
- 「NEXSTAR★」

【収録曲】
1.MUSIC VIBE 試聴
2.HIGH CONNECTION BOOGIE!!
3.アヲイハル。
4.明日空 -us so laugh-
5.SLEEP FOOT STEPS
※下記のNEXSTAR★にはSLEEP FOOT STEPSが収録されていない。ジャケットも色が違う別物である。
- 「VIDEO BUZZER BEAT」

【収録曲】
1.MUSIC VIBE
2.HIGH CONNECTION BOOGIE!!
3.アヲイハル。
- 「SUN BOOST!!/いつかの今日-life light-」

【収録曲】
1.SUN BOOST!!
2.-eight-
3.いつかの今日-life light-

### インディーズ
- 「NEXSTAR★」1stミニアルバム（2004年11月20日）現在入手不可能
- 「MISSILEE!!」2ndミニアルバム（2005年2月24日）現在入手不可能

ただし、「BACK TO THE BEATER 〜インディーズコンプリート&レアトラックス」に全曲収録されている。
- 「BUZZSURF/MICRO SUNNY」シングル（2005年7月14日）

　アマゾンインディーズチャート1位、オリコンインディーズチャート初登場10位（数量限定、現在入手不可能）
ただし、「Stukizd!!!」に2曲とも収録されている。

## タイアップ一覧
| 使用年 | 曲名                                                           | タイアップ                                                             | 初出作品                                           |
| ------ | -------------------------------------------------------------- | ---------------------------------------------------------------------- | -------------------------------------------------- |
| 2004年 |                                                                | 関西ケーブルTV『Fun! Fun!! Drive!!!』オープニングテーマ曲(2004/8/1〜)  | 自主制作盤「SUN BOOST!!/いつかの今日-life light-」 |
| 2004年 | KISS FM『Kiss INDIES GRANDPRIX』エンディング曲(2004/8/6〜8/27) |                                                                        | 自主制作盤「SUN BOOST!!/いつかの今日-life light-」 |
| 2005年 |                                                                | TBS系『ハナタカ天狗』エンディングテーマ                                | インディーズミニアルバム「MISSiLEE!!」             |
| 2005年 | 春風航路                                                       | MBS『みんなの甲子園』テーマソング                                      | インディーズミニアルバム「MISSiLEE!!」             |
| 2005年 | テレビ東京『シブスタ』エンディングテーマ                       |                                                                        | インディーズミニアルバム「MISSiLEE!!」             |
| 2005年 | MBS『FUZZ』エンディングテーマ                                  |                                                                        | インディーズミニアルバム「MISSiLEE!!」             |
| 2005年 | BUZZSURF                                                       | スペースワールドギャラクシーサマーパーティ イメージソング              | インディーズシングル「BUZZSURF/MICRO SUNNY」       |
| 2005年 | MICRO SUNNY                                                    | コナミ『新・ボクらの太陽〜逆襲のサバタ〜』2005TVCMソング               | インディーズシングル「BUZZSURF/MICRO SUNNY」       |
| 2005年 | MICRO SUNNY                                                    | MBS・TBS系全国28局ネット『世界バリバリ☆バリュー』エンディングテーマ    | インディーズシングル「BUZZSURF/MICRO SUNNY」       |
| 2005年 | MUSIC VIBE                                                     | ネクストジャパン「JJ CLUB 100」CMソング                                | インディーズミニアルバム「NEXSTAR★」               |
| 2005年 | ココロアンテナ                                                 | テレビ東京系『元祖!でぶや』エンディングテーマ                          | シングル「ココロアンテナ」                         |
| 2006年 | MUSIC VIBE.06〜feat.DJ SHUHO〜                                 | 日本テレビ系『女優魂』2月エンディングテーマ                            | シングル「MUSIC VIBE.06〜feat.DJ SHUHO〜」         |
| 2006年 | Colony                                                         | TBS系『ランク王国』4･5月度オープニングテーマ                           | シングル「Colony」                                 |
| 2006年 | ニードル 〜needall〜                                           | アルペン SPORTS DEPO CMソング                                          | シングル「Colony」                                 |
| 2006年 | 83's RADIO★                                                    | マイカル「ビブレ06夏情熱バーゲン」TVCMソング                           | アルバム「Stukizd!!!」                             |
| 2006年 | WALK ON THE UNIVERSE                                           | テレビ東京系全国ネット『みんなの星!』オンエアソング                    | アルバム「Stukizd!!!」                             |
| 2006年 | ヤバメムーチョ 〜ichika-bachika〜                              | ビブレ「ビブレ情熱バーゲン2006夏」CMソング                             | シングル「ヤバメムーチョ 〜ichika-bachika〜」      |
| 2006年 | ヤバメムーチョ 〜ichika-bachika〜                              | dwango「いろメロミックスDX」CMソング                                   | シングル「ヤバメムーチョ 〜ichika-bachika〜」      |
| 2006年 | L.A.U.G.H.I.N'                                                 | テレビ東京『スキバラ』2006年11月度エンディングテーマ                   | シングル「L.A.U.G.H.I.N」                          |
| 2006年 | L.A.U.G.H.I.N'                                                 | ビブレ「ビブレ情熱バーゲン2007年冬」CMソング                           | シングル「L.A.U.G.H.I.N」                          |
| 2007年 | 春雷                                                           | カンコー学生服2007年CMソング                                           | シングル「STAY TUNE!!」                            |
| 2007年 | WINDER 〜ボクハココニイル〜                                    | テレビ東京系アニメ『Over Drive』オープニングテーマ                     | シングル「WINDER 〜ボクハココニイル〜」            |
| 2007年 | WINDER 〜ボクハココニイル〜                                    | 「アーティスト公式サウンド」CMソング                                   | シングル「WINDER 〜ボクハココニイル〜」            |
| 2007年 | Altair 〜キミと出逢えたこと〜                                  | CBC制作/TBS系全国ネット ドラマ30『こどもの事情』主題歌                 | シングル「Altair 〜キミと出逢えたこと〜」          |
| 2007年 | LOVE MADE 100%                                                 | 伊藤園「冷梅」CMソング                                                 | アルバム「MASTER'D」                               |
| 2007年 | 閃光花火                                                       | テレビ東京『スキパラ』2007年8月度エンディングテーマ                    | アルバム「MASTER'D」                               |
| 2007年 | ヨコシマデイズ                                                 | サンケイリビング新聞社 ブライダルマガジン「レイ ウエディング」CMソング | アルバム「MASTER'D」                               |
| 2008年 | HELLO.SWEET 〜陽の当たる坂道〜                                 | 独立UHF放送局13局TVドラマ『パセリ』主題歌                              | シングル「HELLO.SWEET 〜陽の当たる坂道〜」         |
| 2008年 | HELLO.SWEET 〜陽の当たる坂道〜                                 | カンコー学生服 CMソング                                                | シングル「HELLO.SWEET 〜陽の当たる坂道〜」         |
| 2008年 | S.O.S アイデンティティ                                         | 独立UHF放送局13局TVドラマ『パセリ』エンディングテーマ                  | シングル「HELLO.SWEET 〜陽の当たる坂道〜」         |
| 2008年 | シュガーレスター                                               | 岡山ビブレ「SUMMER SALE」TVCMソング                                    | アルバム「NO」                                     |
| 2008年 | ありがとうの歌。                                               | 関西テレビ『こどものうた』7月度マンスリーソング                        | アルバム「NO」                                     |
| 2011年 | REVORTEX                                                       | ABCテレビ『わっしょい!5up』エンディングテーマ                          | アルバム「FORCE MUZIK」                            |
| 2014年 | ウルトラバイオレットNo.01                                      | スポーツブランド「OC STYLE」夏シーズンタイアップ曲                     | アルバム「FIVERID」                                |
| 2014年 | 今を歩く                                                       | 映画『優しさと泪と』オープニングテーマ                                 | アルバム「FIVERID」                                |
| 2014年 | ユメハルカ                                                     | 映画『ゆめはるか』挿入歌                                               | アルバム「FIVERID」                                |

### ヘビーローテーション/パワープレイ

#### テレビ
| 使用年 | 曲名                              | タイアップ                                            | 初出作品                                      |
| ------ | --------------------------------- | ----------------------------------------------------- | --------------------------------------------- |
| 2006年 | SAKURA re CAPSULE                 | 日本テレビ系『音楽戦士 MUSIC FIGHTER』4月度POWER PLAY | シングル「SAKURA re CAPSULE」                 |
| 2006年 | ヤバメムーチョ 〜ichika-bachika〜 | 日本テレビ系『音楽戦士 MUSIC FIGHTER』8月度POWER PLAY | シングル「ヤバメムーチョ 〜ichika-bachika〜」 |

## ラジオ
- 少年カミカゼ83's RADIO★(FM大阪)放送終了

## 備考
- リヴリーアイランドのKissLivlyスタジオなどでも「MUSIC VIBE」という曲が流れていたことがある。
- 「MUSIC VIBE」はJJclub100のCMで使われており、店内でもよく流れていた。